# Microsoft Launcher

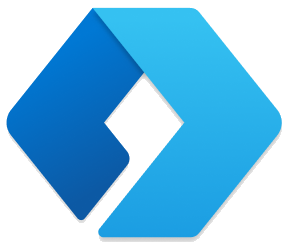
Logotip de l'aplicació.

Microsoft Launcher és un llançador d'aplicacions per a la plataforma mòbil Android desenvolupat per Microsoft i destinat a proporcionar una integració més còmoda entre els ordinadors d'escriptori Windows i els telèfons intel·ligents Android. Originalment disponible com a versió beta des d'octubre de 2015 sota el nom Arrow Launcher, la primera versió estable es va publicar a Google Play Store, amb el seu nom actual, el 5 d'octubre de 2017 No substitueix el sistema operatiu Android d'estoc, però afegeix una capa gràfica addicional centrada en les aplicacions i els serveis de Microsoft.
Microsoft Launcher havia arribat als 10 milions de descàrregues de Google Play.